# Temple de Chêne-Pâquier
L'église de Chêne-Pâquier est un lieu de culte protestant situé dans la commune de Chêne-Pâquier, en Suisse. La paroisse est membre de l'Église évangélique réformée du canton de Vaud.

## Histoire
L'église du Pâquier a été construite en 1667 par Abraham Dünz Ier, lors du transfert de l'église paroissiale de la commune fribourgeoise de Saint-Martin (Fribourg) dans le village. Selon une légende locale, cette forme particulière serait due à un désaccord entre le maçon et le charpentier de l'édifice, le premier ayant mis au défi le second de construire une charpente sur un édifice ovale. Plus simplement, cette forme serait due à la liberté laissée aux architectes vaudois, à la suite de la conquête bernoise de 1536 et de l'imposition de la Réforme protestante, dans la construction de nouvelles églises . Selon Bernard Reymond, Abraham Dünz se serait inspiré d'églises françaises de forme identique et détruites lors de la révocation de l'édit de Nantes.
Selon l'inscription latine figurant au-dessus de la porte principale, l'église aurait été construite en utilisant les pierres d'une ancienne chapelle romane datant de 1228.
Le bâtiment a été totalement restauré et transformé entre 1824 et 1825, principalement pour faire face à l'augmentation de la fréquentation de l'église. Afin d'augmenter les places assises, une galerie en fer a été construite en forme de U jusqu'à la hauteur des fenêtres. De nouvelles restaurations moins importantes ont encore eu lieu en 1869, 1901 et 1976.
Le temple, ainsi que la cure attenante, est inscrit comme bien culturel suisse d'importance nationale. La cure est le siège de la paroisse, appelée paroisse de Pâquier-Donneloye et qui regroupe sept communes de la région : Bioley-Magnoux, Chanéaz (Montanaire), Chavannes-le-Chêne, Chêne-Pâquier, Démoret, Donneloye et Molondin.

## Description
Le temple de Chêne-Pâquier est entièrement ellipsoïdal. Cette architecture, qui n'existe que pour des constructions religieuses réformées, ne se retrouve en Suisse qu'à 5 reprises (outre ce bâtiment, les temples d'Oron-la-Ville également dans le canton de Vaud, de Chêne dans le canton de Genève, de La Chaux-de-Fonds et de Saint-Sulpice, Val-de-Travers dans le canton de Neuchâtel). Il est surmonté d'un toit conique et d'une tour carrée sur laquelle se dresse un clocher à facettes. L'entrée principale se trouve sur le côté le plus large du bâtiment.
Les murs sont percés de quatre fenêtres éclairant le bâtiment, auxquelles répondent quatre poteaux soutenant les poutres longitudinales de la charpente. Les fenêtres sont décorées de quatre vitraux ovales représentent les auteurs des quatre évangiles.